# Tyronne Drakeford
Tyronne James Drakeford (Camden, 21 giugno 1971) è un ex giocatore di football americano statunitense che ha giocato nel ruolo di cornerback per otto stagioni nella National Football League (NFL). Fu scelto nel corso del secondo giro (62º assoluto) del Draft NFL 1994 dai San Francisco 49ers. Al college ha giocato a football a Virginia Tech.

## Carriera professionistica
Drakeford fu scelto nel corso del secondo giro del draft 1994 dai San Francisco 49ers. Nella sua stagione da rookie scese in campo tredici volte, vincendo il Super Bowl XXIX battendo i San Diego Chargers. Nel 1995 stabilì il proprio primato personale con 5 intercetti, eguagliato nel 1997. L'anno successivo passò ai New Orleans Saints dove rimase due stagioni, la prima delle quali stabilmente come titolare. Dopo una stagione ai Redskins nel 2000, tornò ai Niners per chiudere la carriera.

## Vittorie e premi
- Super Bowl : 1 Vincitore del Super Bowl XXIX

## Statistiche
| Tackle totali | 274 |
| Sack          | 3   |
| Intercetti    | 16  |
| Touchdown     | 1   |